# Ji-man Choi
Pour les articles homonymes, voir Choi.
Dans ce nom coréen, le nom de famille, Choi, précède le nom personnel.
Ji-Man Choi (né le 19 mai 1991 à Incheon en République de Corée) est un joueur de premier but et de champ extérieur au baseball. 
Il joue dans la Ligue majeure de baseball depuis 2016.

## Carrière
Ji-Man Choi est mis sous contrat par les Mariners de Seattle en juillet 2009. Il évolue en ligues mineures avec des clubs affiliés aux Mariners de 2010 à 2015, à l'exception de la saison 2011 où une blessure au dos le garde hors du jeu toute l'année. 
Mis sous contrat par les Orioles de Baltimore le 24 novembre 2015, il ne joue jamais pour cette équipe et est réclamé par les Angels de Los Angeles le 10 décembre suivant lors de l'annuel repêchage de la règle 5.
Il fait ses débuts dans le baseball majeur avec les Angels le 5 avril 2016. En 54 parties jouées pour cette équipe en 2016, il frappe 5 circuits mais sa moyenne au bâton ne s'élève qu'à un faible ,170.
Le 16 janvier 2017, il signe un contrat des ligues mineures avec les Yankees de New York.